# Näkki

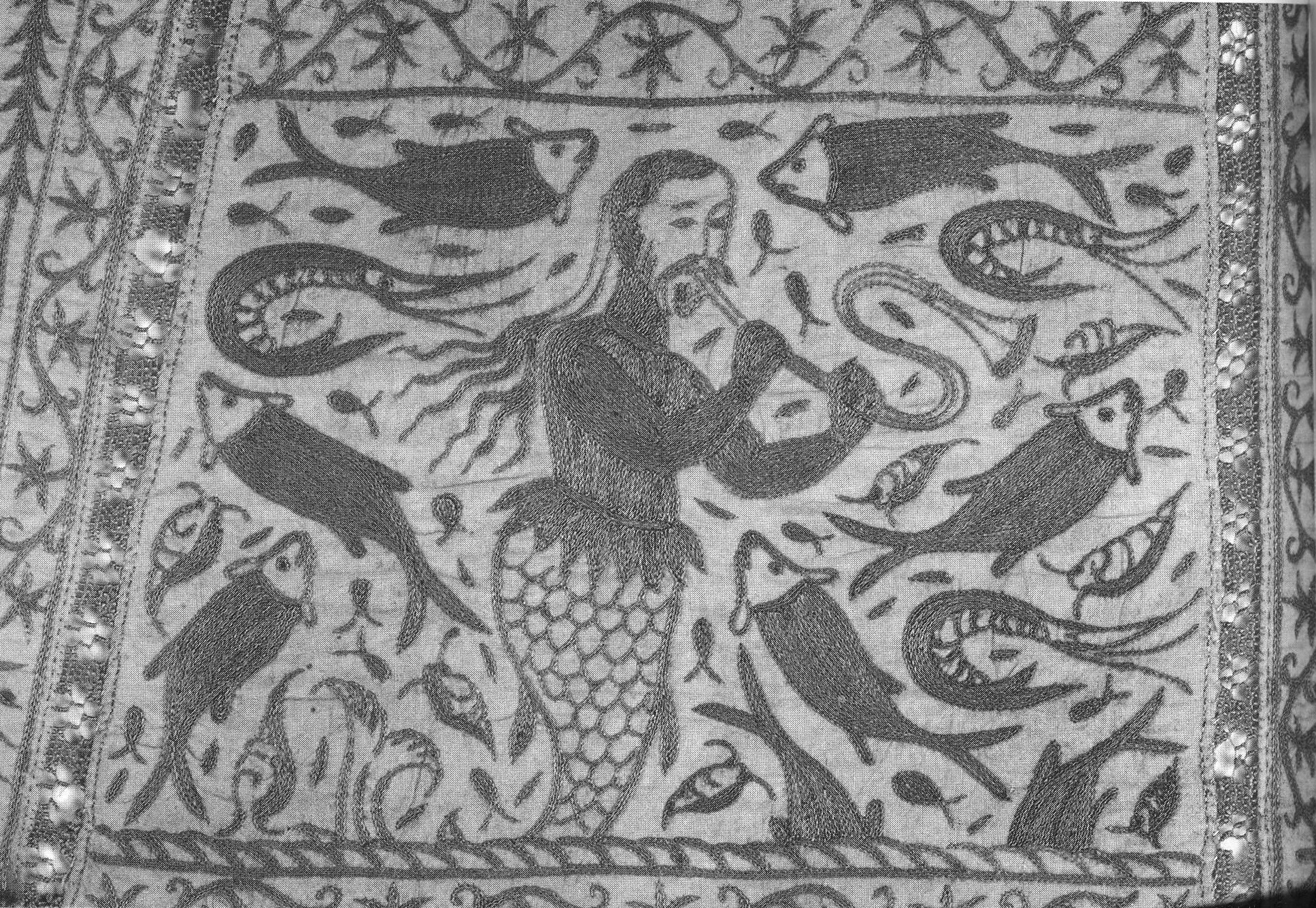
Imagen de un näkki en un manto de altar religioso finés

Näkki es en la mitología finesa y en la estonia, donde es conocida como Näkk, un espíritu o cambiaformas de las aguas que habita los ríos, las fuentes, debajo de los puentes, pozos, diques muelles o las lagunas y que suele importunar a las personas bajo muchas apariencias, A veces se trata de un ser informe cubierto de plantas acuáticas que se puede asemejar a un sapo o a un lagarto, otras es un muchacho o muchacha hermosa por delante pero peluda y fea por detrás, o bien un hombre pez feo que se puede convertir en una mujer hermosa y sensual, o tiene tres senos, y seduce a un caminante para arrastrarle a las profundidades del río laguna o acúmulo de agua donde este. También los atrapa convirtiéndose en un pez plateado un caballo o un perro. A los Nakki también se les suele llamar Vetehinen o Vesihiisi (ver Hiisi).
Es principalmente conocido por tirar de los niños pequeños hacia las profundidades, si se inclinan sobre barandas de puentes, muelles o pretenden verse en la superficie del agua para ver su propio reflejo y tocar el agua. Los Nakki son un buen ejemplo de un espíritu usado por los padres para guiar a los niños y alejarlos de las prácticas inseguras.
Según la mitología nórdica, el día de Midsummer, durante la noche, los Nakki suben de las profundidades del agua a bailar en medio de las personas que siguen esta celebración.